# Mother (nom commercial)
Pour les articles homonymes, voir Mother.

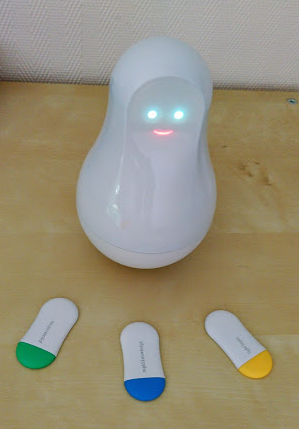
L'objet connecté universel Mother et ses motion cookies.

Mother, est un objet connecté universel créé par Rafi Haladjian et Franck Biehler dont les applications sont principalement axées sur la maison connectée, la santé et le bien-être de la famille.
Mother est associée à des capteurs, - dénommés Motion Cookies - rendant n'importe quel objet domestique connecté et intelligent (exemples : une brosse à dents, un pilulier, un réfrigérateur, un lit, une cafetière…).

## Originalités
Mother inverse le paradigme des objets connectés : l'utilisateur invente son propre objet connecté à partir d'un objet quotidien qu'il équipe de capteurs… alors que les objets connectés classiques sont spécialisés sur une seule fonction instrumentée avec des capteurs dédiés (exemples : pèse-personne, tensiomètre, podomètre, smartphone…).
La seconde originalité de Mother est la liberté donnée à l'utilisateur : chacun est libre d'utiliser cet objet connecté en fonction de ses propres envies et besoins en reconfigurant à l'infini et quand il le souhaite le placement des Motion Cookies.
Ces deux particularités en font une réalisation française primée au Consumer Electronic Show 2014 de Las Vegas,.

## Développements

### Premières livraisons
Les premières Mothers furent livrées en août 2014 aux clients « early adopters » et la commercialisation grand public par la société Sen.se a été engagée à partir du 1er septembre 2014.

### Fin de service
En 2018, le service a pris fin par l'extinction des serveurs. 